# Izobar
Izobary jsou skupiny nuklidů různých prvků, které ale mají stejný počet nukleonů. Izobary se tedy liší atomovým číslem, ale mají stejné číslo nukleonové. Příkladem izobarů je skupina 40Ar, 40K, 40Ca, ve které má jádro každého z těchto nuklidů dohromady 40 nukleonů, liší se ale počtem protonů a neutronů.
Označení izobar je odvozeno z řeckého ἴσος (isos – „stejný“) + βάρος (baros – „váha“).

## Příklady izobarů
40
18 Ar,  40
19 K,  40
20 Ca
 50
22 Ti,  50
24 Cr
 96
40 Zr,  96
42 Mo,  96
44 Ru